# 拉格朗
拉格朗（法語：Lagrand，法語發音：[laɡʁɑ̃]）是法国上阿尔卑斯省的一个市镇，属于加普区。

## 地理
拉格朗（44°20'29"N, 5°45'21"E）面积6.92 平方千米，位于法国普罗旺斯-阿尔卑斯-蓝色海岸大区上阿尔卑斯省，该省份为法国东南部内陆省份，北起萨瓦省，西北接伊泽尔省，西南接德龙省，南至上普罗旺斯阿尔卑斯省，东北部与意大利接壤。
与拉格朗接壤的市镇（或旧市镇、城区）包括：埃吉昂、诺萨日和贝内旺、奥皮埃尔、萨莱翁、特雷斯克莱乌、加尔德科隆布。
拉格朗的时区为UTC+01:00、UTC+02:00（夏令时）。

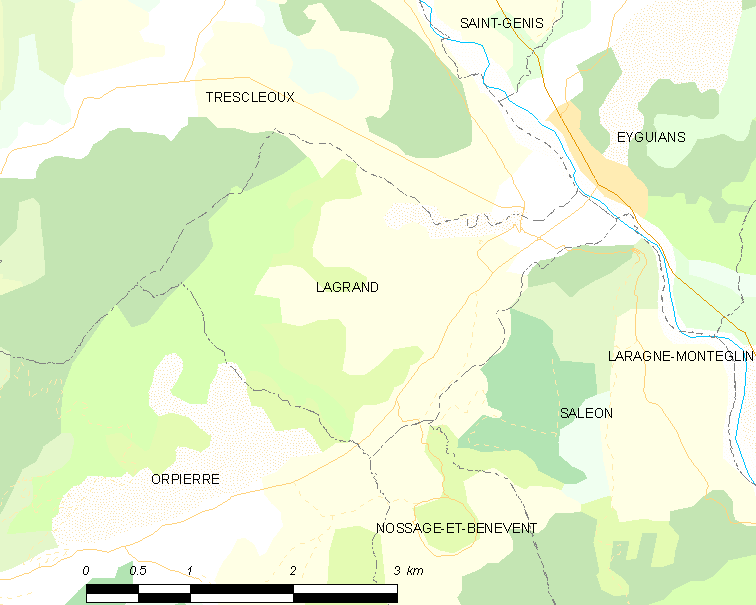
拉格朗的OSM定位图

## 行政
拉格朗的邮政编码为05300，INSEE市镇编码为05069。

## 政治
拉格朗所属的省级选区为塞尔县。

## 人口

1962-2008年间拉格朗人口变化图示

拉格朗于2018年1月1日时的人口数量为236人。